# それゆけ!学級委員長
「それゆけ!学級委員長」（それゆけがっきゅういいんちょう）は、日本のバーチャルYouTuber、バーチャルアイドルである月ノ美兎の楽曲。月ノの1枚目のシングルとして2020年10月7日にしのごの/SACRA MUSICより発売された。

## リリース・プロモーション
『にじさんじ』所属、バーチャルライバー月ノ美兎のデビューシングル。ジャケットイラストはベルナール・リヨ3世が担当。初回生産限定盤にはシークレットトラックが収録されるほか、お弁当袋を模したマルチポーチが同梱され、ジップロックに入った仕様となっている。
月ノが以前からファンであると公言しているササキトモコが作詞作曲を手掛ける「それゆけ!学級委員長」を表題曲として収録。また、ササキの音楽ユニット・セラニポージの楽曲「ありふれた毎日の歌」のリアレンジカバーが収められている。
月ノのYouTubeチャンネルにて、表題曲「それゆけ!学級委員長」のミュージックビデオが公開。画面比率が4:3で80年代アニメのオープニング風な仕上がりとなっている。台詞は声優の濱野大輝が担当している。『VTuber楽曲大賞2020』では楽曲部門第2位、MV部門第1位にランクインした。

## シングル収録曲
| 全作詞・作曲: ササキトモコ、全編曲: ササキトモコ、蓑部雄崇。 |                                       |              |              |      |
| #                                                            | タイトル                              | 作詞         | 作曲・編曲   | 時間 |
| 1.                                                           | 「それゆけ!学級委員長」               | ササキトモコ | ササキトモコ | 4:33 |
| 2.                                                           | 「ありふれた毎日の歌」                | ササキトモコ | ササキトモコ | 2:59 |
| 3.                                                           | 「それゆけ!学級委員長」(Instrumental) | ササキトモコ | ササキトモコ | 4:33 |
| 4.                                                           | 「ありふれた毎日の歌」(Instrumental)  | ササキトモコ | ササキトモコ | 2:59 |
| 合計時間:                                                    | 合計時間:                             | 15:04        |              |      |

## リリース日一覧
| リリース日    | レーベル    | 規格                   | 規格品番  | 形態           |
| ------------- | ----------- | ---------------------- | --------- | -------------- |
| 2020年10月7日 | SACRA MUSIC | CD+グッズ              | VVCL-1754 | 初回生産限定盤 |
| 2020年10月7日 | SACRA MUSIC | CD                     | VVCL-1756 | 通常盤         |
| 2020年10月7日 | SACRA MUSIC | デジタル・ダウンロード |           |                |

## チャート
| チャート                                | 最高 順位 | 出典   |
| --------------------------------------- | --------- | ------ |
| 日本・オリコン 週間CDシングルランキング | 13        | [ 2 ]  |
| Billboard Japan Hot 100                 | 93        | [ 3 ]  |
| Billboard Japan Hot Singles Sales       | 13        | [ 11 ] |

## 収録作品

### アルバム
| 楽曲                    | アルバム                             | 発売日        | 備考                  |
| ----------------------- | ------------------------------------ | ------------- | --------------------- |
| 「それゆけ!学級委員長」 | 『月の兎はヴァーチュアルの夢をみる』 | 2021年8月11日 | 1stオリジナルアルバム |

## 賞歴
- VTuber楽曲大賞2020[9]
  - 楽曲部門第2位
  - MV部門第1位